# Костровицкая, Ядвига Адамовна
Ядвига Адамовна Войнилович (в замужестве — Ядвига Адамовна Костровицкая; пол. Jadwiga Woyniłłowicz; 1864, Слуцкий уезд, Минская губерния, Российская империя — 1935, Быдгощ, Польша)  — белорусская и польская предпринимательница и общественный деятель. Сестра председателя (1907—1921) Минского общества сельского хозяйства Эдварда Адамовича Войниловича (1847—1928).

## Биография

### Происхождение рода
Была представительницей Войниловичей герба «Сырокомля», выходцы которого занимали разные земские посты в Новогрудском воеводстве Великого княжества Литовского и Слуцком уезде Минской губернии Российской империи.
Родилась в 1867 в семье Адама Антоновича Войниловича (1806—1874) и его жены Анны Эдвардовны Ванькович (1826—1893). Отец Адам Войнилович был сыном Антона Адамавича Войниловича (1771—1855), слуцкого уездного предводителя дворянства (1811—1818), закончил Слуцкую кальвинистскую школу и Вильнюсский университет, служил попечителем сельских запасных магазинов Слуцкого уезда (1835—1845), занимался хозяйством и был посредником во многих земельных спорах, поэтому получил большой авторитет и был арбитром по делу продажи огромных Борисовских поместий (Старо-Борисов и др.) князя Льва Людвиговича Радзивилла (1808—1885) российскому великому князю Николаю Николаевичу (1831—1891).
Мать Анна Эдвардовна Ванькович (1826—1893) была дочерью Эдварда Станиславовича Ваньковича (1793—1872), минского уездного хорунжего (1817—1820), и его жены Михалины Станиславовны Монюшки, тётки известного композитора Станислава Монюшки. Её род Ваньковичей относился к региональной элите Минского воеводства Великого княжества Литовского, а позже Минской губернии Российской империи. В частности, дед Анны Ванькович — Станислав Александрович Ванькович (?—1812) был борисовским уездным предводителем дворянства (1797—1802), а после минским губернским предводителем дворянства (1802—1806). В семье Вайниловичей было пятеро детей. Материальное положение было весьма скромным, поместье они имели небольшое, а мать Анна из богатого наследства своих родителей Ваньковичей получила лишь 10 000 рублей серебром.
Братом Ядвиги был известный крупный хозяйственный и политический деятель Российской империи Эдвард Войнилович (1847—1928) — вице-председатель (1888—1907) и председатель (1907—1921) Минского общество сельского хозяйства (1878—1921), член (1906—1909) Государственного совета Российской империи от Минской губернии, лидер либерально-консервативной партии «Краёвцы» и председатель Краёвой партии Литвы и Белоруссии (1907—1908), активный сторонник автономии белорусских земель.

### Воспитание и образование
Ядвига получила домашнее образование. Росла в верующей католической семье. В молодости хотела стать монахиней, хотя родственникам удалось отговорить её от этого шага.

### Семья
Вышла замуж за дворянина Вацлава Генриковича Костровицкого, собственника поместья в Грицковщине в Минским уезде Минской губернии. Вацлав Костровицкий был не очень дальним родственником Войниловичей. Сестрой деда Ядвиги (Антона Адамовича Войниловича) была Флорентина Адомовна Войнилович — жена Михала Касперовича Костровицкого (1775—1863), который также был дедом Вацлава. И Ядвига, и Вацлав Костровицкией также приходились не очень дальними родственниками своим современникам — поэту Казимиру Костровицкому и его брату Амброзию Костровицкому, деятелю белорусского национально-демократического движения.
Брак Ядвиги и Вацлава Костровицкого был заключён по расчёту. По свидетельству Войниловичей, Ядвига не мела никаких интимных контактов с мужем, поэтому чета не имела детей.

### Коммерческая и общественная деятельность
Ядвига Костровицкая активно занималась предпринимательская и общественной деятельностью, особенно в Минске. Она обладала значительными капиталами и недвижимостью, которые благодаря своему коммерческому таланту приумножала каждый год. В частности, она построила известный доходный дом (Дом Костровицкой) в Минске, где впоследствии разместилось управление Либаво-Роменской железной дороги. Была членом Минского общества сельского хозяйства.
Начало революции 1905—1907 годов в Российской империи стало причиной введения в стране многих гражданских свобод. Население литовско-белорусских губерний охватило национально-патриотическое одушевление, которое проявилось в том числе в основании множества явных и тайных польскоязычных школ в пику полувековой политики русификации. Ядвига Костровицкая, слывшая «польской патриоткой», приняла активное участие в деятельности общества «Просвещение» в Минске, которое занималось развитием образовательных учреждений на польском языке. Она открыла в поместье Савичи, которое принадлежало Эдварду Войниловичу, тайную летнюю школу для детей бедных крестьян, где учили закону божьему, польскому, русскому и белорусскому языкам, хотя вскоре данное учреждение было закрыто.
Также была активным членом Минского общества благотворительности. Была известным лицом в Минске и охотно организовывала в Минске балы, «ярмарки» с фантовыми лотереями и вечеринки для сбора денег на благотворительные нужды. Она была подругой известной польскоязычной писательницы Марии Родзевич (1863—1944). Помогала брату Эдварду в его хозяйственной и политической деятельности.

### «Политические обеды»

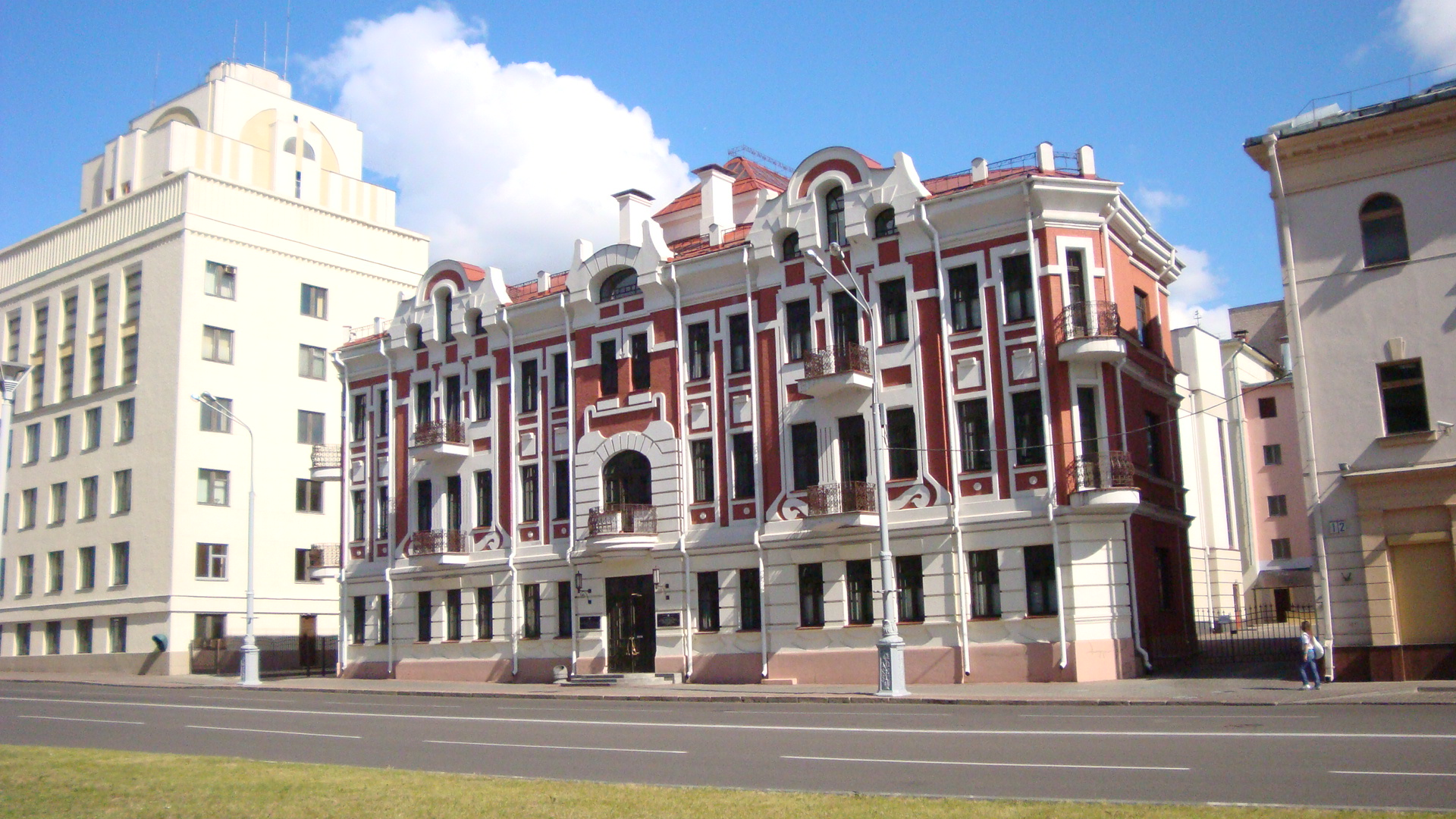
Бывший дом Оскара Яницкого в Минске, где на втором этаже находилась восьмикомнатная квартира Костровицкой. Фото 2008 г.

Ядвига тесно сотрудничала со своим братом Эдвардом (1847—1928), вице-председателем (а затем и председателем) Минского общество сельского хозяйства. Салон Костровицкой в Минске, размещавшийся у неё в квартире в доме Оскара Яницкого на улице Захаравской, д. 20 (ныне улица Советская, д. 14) был важным центром общественной жизни Литвы и Белоруссии. В салоне Костровицкой часто организовывались так называемые «политические обеды» — неформальные собрания членов Минского общества сельского хозяйства и других лиц, которые в неофициальном порядке узким кругом обсуждали хозяйственные и политические вопросы. Эдвард Войнилович в своих мемуарах очень уважительно отзывался о сестре: «Интеллигентная и гостеприимная женщина, активно занимающаяся общественной жизнью, она устраивала в Минске для участников общих собраний «политические обеды», на которые от ее имени я приглашал приезжих делегатов, а также известных членов Общества.
Сложно перечислить всех тех, кто побывал в ее салонах. Не было ни одного вопроса, какой бы не затрагивался на этих обедах, связанных с деятельностью Общества, а позже не выносился бы на общее обсуждение и утверждение. Дискуссии проходили оживленно, каждый свободно мог высказать свои взгляды и убеждения. Старка и вино под остроумную шутку хозяйки оживляли банкеты, попасть на которые считалось большой честью, и мне как председателю легче было ориентировать гостей на коллективный труд, а также сглаживать существующие различия в их взглядах и мнениях».

### Жизнь в Быдгоще

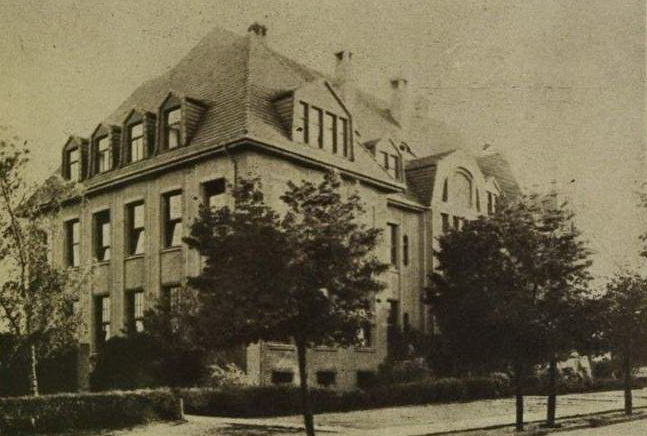
Кресовский интернат

После Рижского договора 1921 года выехала вместе с семейством Войниловичей в Быдгощ. Там продолжила общественную деятельность своего брата Эдварда и его жены Олимпии, содержала «Кресовый интернат» (Internat Kresowy), где получили убежище и возможность воспитания дети бывших землевладельцев Минской, Могилёвской и Витебскиой губерний, чьи поместья после Рижского мирного договора  оказались на территории СССР и были национализированы.
Именно Ядвиге Костровицкой, а не своей жене Олимпии, Эдвард Войнилович отвёл главную роль в исполнении своего завещания. Она опубликовала его мемуары и распоряжалась поместьем Переходы в Несвижском повяте Новогрудского воеводства, а также всеми капиталами, акциями, долями (паями) в акционерных обществах, которые принадлежали Эдварду. Ядвига должна была выплачивать содержание Олимпии.
Эдвард также назначил оставил сестре (за некоторым исключением в пользу жены) все домашние предметы, документы и ценности: древнюю шкатулку итальянской работы; печать своего прадеда Адама Войниловичу (1739—1803); книгу «Vade mecum», написанную полковником Габриэлем Войниловичем во времена «Потопа»; бокал с гербом Войниловичей «Сыракомля», разнообразные документы на право собственности поместьями Савичи и Пуз, дом в Минске, и т. д.

### Смерть
Умерла 22 июля 1935 в Быдгоще и была похоронена рядом со братом Эдвардом.

## Галерея

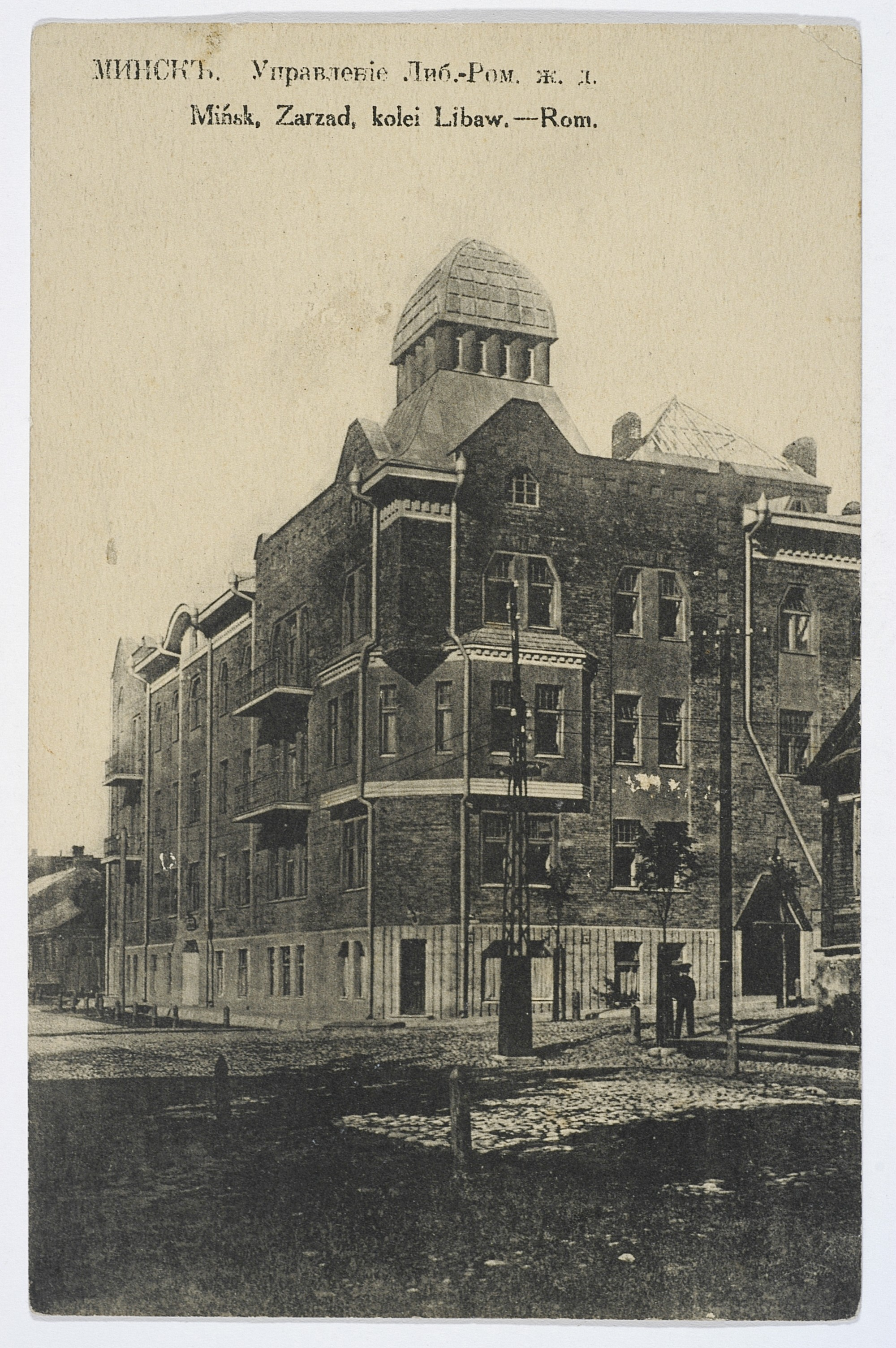
Дом Костровицкой в Минске, начало XX века
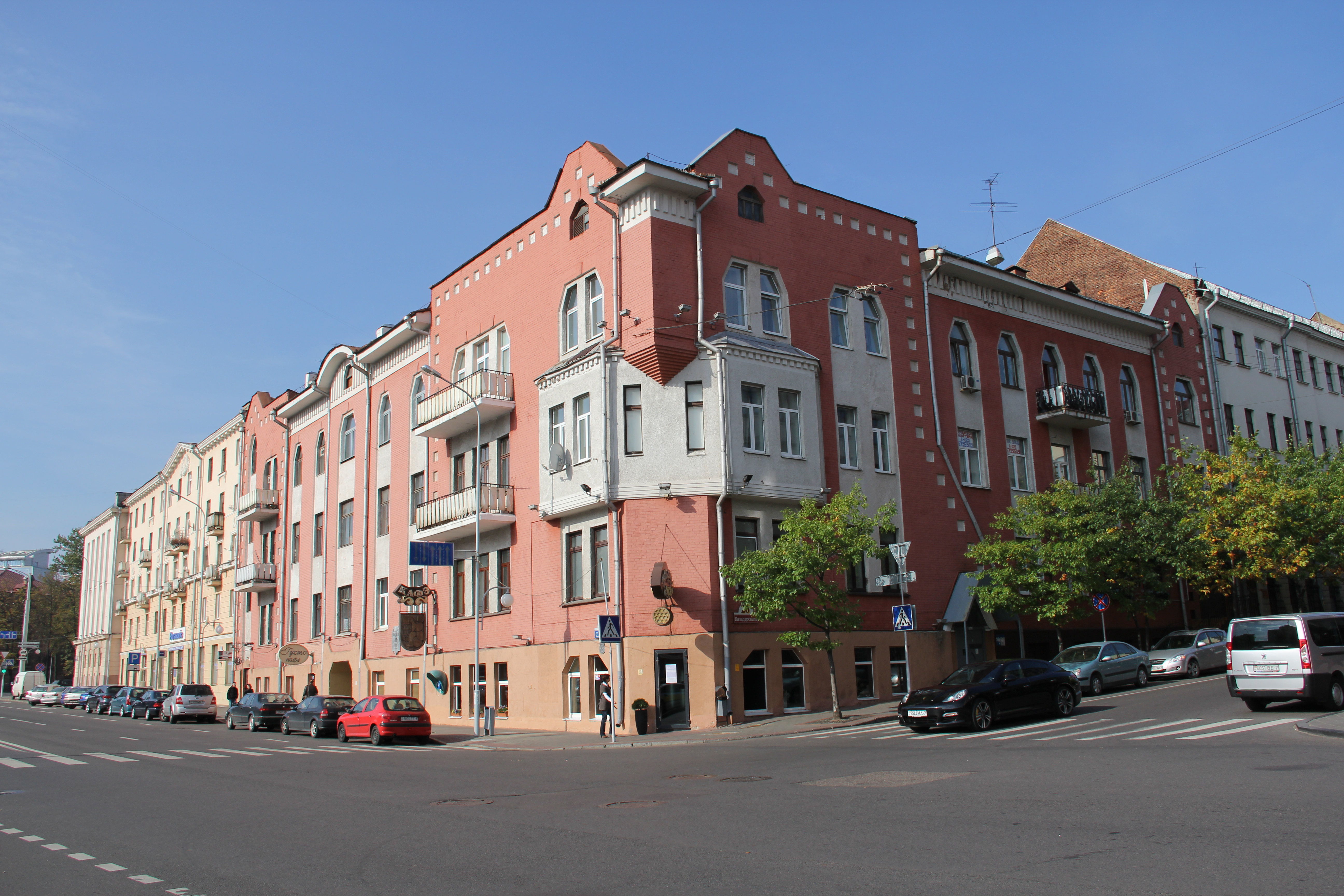
Дом Костровицкой в Минске, начало XX века, 2012 г.
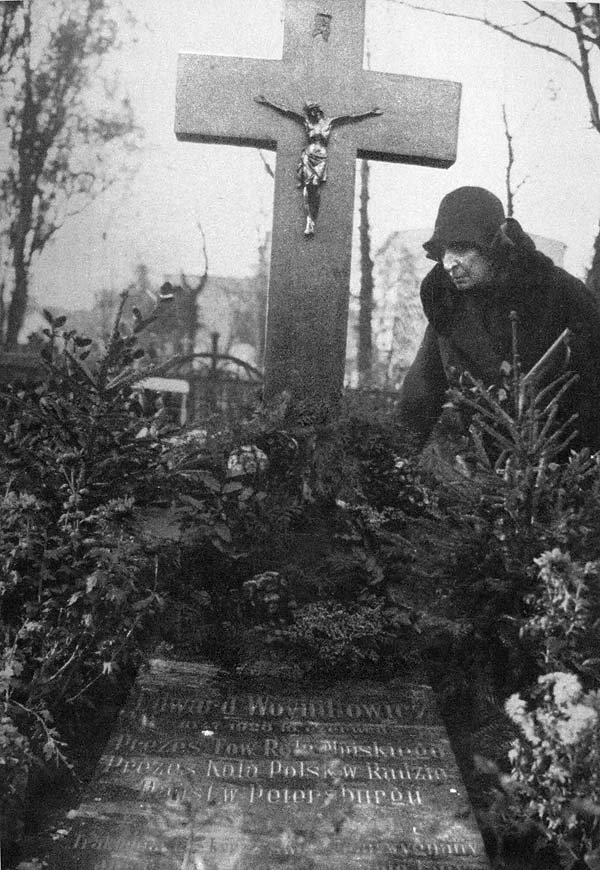
Ядвига Костровицкая на могиле брата Эдварда Войниловича в Быдгоще, 1929 г.